# Sialis yamatoensis
Espèce
Sialis yamatoensis est une espèce de mégaloptères de la famille des Sialidae.

## Systématique
Cette espèce a été décrite en 1995 par Fumio Hayashi (d) et Shin‐ichi Suda (d).
Une étude scientifique par Yoshinori Takeuchi et Hidehiro Hoshiba a été effectuée sur des larves de Sialis yamatoensis et de Sialis japonica en 2011.